# 尾上榮三郎

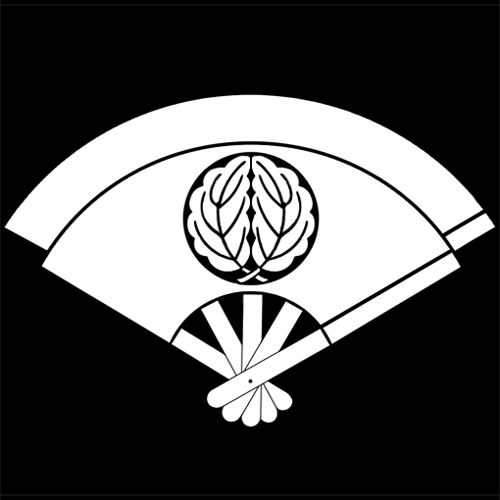
重ね扇に
抱き柏

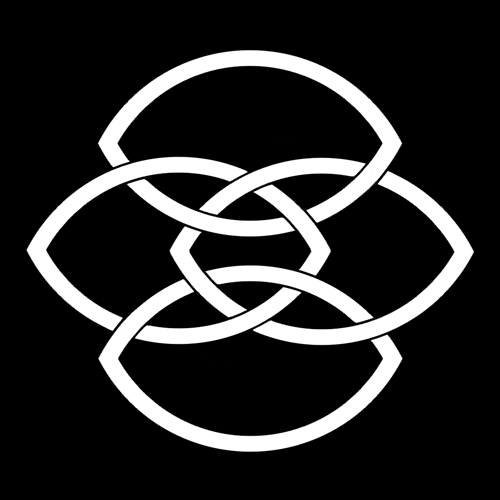
四ツ輪

尾上 榮三郞（おのえ えいざぶろう、新字体：栄三郎）は歌舞伎役者の名跡。屋号は音羽屋。定紋は重ね扇に抱き柏、替紋は四ツ輪。
- 初　代 尾上榮三郎
  - 初代尾上菊五郎の門弟・初代尾上松助の養子、1784–1849。実父は小伝馬町の建具屋・辰蔵。作家や裏方と協力して創意工夫を重ね、江戸歌舞伎の型を整理。役柄が広く「兼ネル菊五郎」と謳われた名優。
  - 尾上新三郎 → 初代尾上榮三郎 → 二代目尾上松助 → 三代目尾上梅幸 → 三代目尾上菊五郎 → 菊屋萬平（舞台引退後） → 初代大川橋蔵（舞台復帰後）

- 二代目 尾上榮三郎
  - 初代の長男、1805–51。
  - 尾上朝太郎 → 二代目尾上榮三郎 → 三代目尾上松助 → 大川三朝

- 三代目 尾上榮三郎
  - 初代の長女・お蝶の婿養子、1808–60。大坂出身の立女形。
  - 中村辰蔵 → 中村歌蝶 → 尾上菊枝 → 三代目尾上榮三郎 → 四代目尾上梅幸 → 四代目尾上菊五郎

- 四代目 尾上榮三郎
  - 1829－58。　二代目の養子。飯田で公演中に倒れ、現在の静岡県浜松市佐久間町浦川で死去。享年29歳。
  - 初代尾上菊之助 → 四代目尾上榮三郎

- （尾上榮三郎）
  - 二代目尾上菊次郎の養子、生没年不詳。実父は市川當升とも。
  - 尾上覚之助 → 尾上榮三郎 → 二代目河原崎國太郎 → 河原崎國三郎 → 喜勢川露紅

- （尾上榮三郎）
  - 出自続柄不詳。上記とは別に明治8年に尾上榮三郎を名乗った役者がもう一人いたことが記録に見える。
  - 襲名歴不詳

- 五代目 尾上榮三郎
  - 五代目尾上菊五郎の養子、1870–1934。実父は三代目の孫・尾上朝次郎。
  - 西川榮之助 → 初代尾上榮之助 → 五代目尾上榮三郎 → 六代目尾上梅幸

- 六代目 尾上榮三郎
  - 五代目尾上菊五郎の三男、1886–1938。
  - 尾上英造 → 六代目尾上榮三郎 → 六代目坂東彦三郎

- 七代目尾上榮三郎
  - 五代目の長男、1900–26。
  - 三代目尾上丑之助 → 七代目尾上榮三郎

- 八代目尾上榮三郎
  - 七代目の長男。1924–45。
  - 八代目尾上榮三郎